# 圭武卒社
圭武卒社，為20世紀前，台灣平埔巴賽族之一部落，活動範圍約為現今台北市淡水河岸的大稻埕一帶。圭武卒社（Kimotsi）是以台語譯音，另有奇武卒社、圭母子社、圭母卒社或奎府聚社的別稱。

## 概要
該社首度出現於文獻記載，是在荷蘭人1654年所繪的《大台北古地圖》。據荷蘭人數度調查顯示，該社至少有百餘戶，但實際人數應該遠超過此數目。該文獻亦顯示，該社除了以漁獵為主之外，也從事農業，活動範圍則可達社子島。更有跡象顯示，當時包含圭武卒社的巴賽族已有灌溉水源的雛形。
1709年泉州人陳逢春、賴永和、陳天章、戴伯歧等合股立「陳賴章」（取前三人之姓名）墾號，向臺灣府諸羅縣申請開墾大佳臘（艋舺）（含大台北）地方，加上1853年同安人自艋舺遷徙至該處，圭武卒社才漸漸被漢化。另外，有少部分圭武卒社居民，為了躲避漳泉械鬥，遷徙至今大直一帶。19世紀中期，圭武卒社與大浪泵社合併為圭泵社，並連同巴賽族於20世紀初逐漸漢化滅絕。
台灣日治時期，1920年台北市制施行，1922年實施町名改正，取「奎府聚社」之名，命名上奎府町、下奎府町。